# Tào Hi Nguyệt
Tào Hi Nguyệt (giản thể: 曹曦月, phồn thể: 曹曦月, bính âm: Cáo Xī Yuè; sinh ngày 21 tháng 4 năm 1994) là một nữ diễn viên người Trung Quốc, trực thuộc Minh Đạo Studio.

## Tiểu sử
Sinh ra ở thành phố Vũ Hán, lên trung học liền vào học tại trường Nghệ thuật Vũ Hán, năm 2009 cô được nhận vào trường Cao đẳng Điện ảnh và Truyền hình thuộc Đại học Sư phạm Thượng Hải. Sau khi tốt nghiệp, cô với tư cách người mẫu đã có nhiều buổi quay chụp cho các thương hiệu khác nhau, và tham gia vào Miss Mansion. Sau đó cô chính thức gia nhập vào Minh Đạo Studio với tư cách là một diễn viên.

## Sự nghiệp
Tháng 5 năm 2018, cô tham gia vào bộ phim cổ trang Ỷ Thiên Đồ Long Ký của đạo diễn Tưởng Gia Tuấn, trong phim cô vào vai con gái của Ân Dã Vương – Ân Ly. Tháng 9, cô hợp tác cùng Trương Tuyết Nghênh và Hoàng Tử Thao trong bộ phim thanh xuân Nhiệt Huyết Thiếu Niên, cô đóng vai Ngô Tiêu Tiêu, một cô gái lớn lên trong khu nhà tồi tàn ở Thượng Hải trong thời kỳ loạn thế.
Tháng 6 năm 2019, Tào Hi Nguyệt tham gia ghi hình phần đầu tiên của chương trình truyền hình thực tế Our Ship Talk.
Tháng 3 năm 2020, cô cùng Địch Lệ Nhiệt Ba, Ngô Lỗi hợp tác trong bộ phim cổ trang Trường Ca Hành, cô vào vai một người rất quan trọng đối với Lý Trường Ca – Di Di Cổ Lạc. Tháng 7, cô góp vai trong bộ phim cổ trang Ở Rể cùng với nhân vật Nguyên Cẩm Nhi.
Tháng 2 năm 2021, cô đóng vai Tĩnh An quận chúa trong bộ phim truyền hình Sơn Hà Lệnh.

## Danh sách phim

### Phim điện ảnh
| Năm  | Tựa đề                      | Tựa đề gốc         | Vai          | Ghi chú |
| ---- | --------------------------- | ------------------ | ------------ | ------- |
| 2014 | Armor Hero: Atlas           | 铠甲勇士之雅塔莱斯 | Mã Linh Linh | Vai phụ |
| 2016 | The M Riders: Finding Pangu | 萌学园：寻找磐古   | Thiến Thiến  | Vai phụ |

### Phim truyền hình
| Năm            | Tựa đề                           | Tựa đề gốc       | Vai               | Ghi chú   |
| -------------- | -------------------------------- | ---------------- | ----------------- | --------- |
| 2013           | Cuồn cuộn hồng trần              | 滚滚红尘         | Lệ Phương         | Vai phụ   |
| 2013           | Armor Hero Lava                  | 铠甲勇士拿瓦     | Mã Linh Linh      | Vai chính |
| 2014           | Nếu như yêu                      | 如果我爱你       | —                 | Vai phụ   |
| 2015           | Cao thủ cận vệ của hoa khôi      | 校花的贴身高手   | Sở Mộng Dao       | Vai chính |
| 2015           | Minh Nhược Hiểu Khê              | 明若晓溪         | Thiết Sa Hạnh     | Vai phụ   |
| 2016           | The Lover's Lies                 | 爱人的谎言       | Trình Hủy Hủy     | Vai phụ   |
| 2017           | Sở Kiều Truyện                   | 楚乔传           | Cẩm Chúc          | Vai phụ   |
| 2017           | Từng cơn sóng vỗ                 | 浪花一朵朵       | Trình Mỹ          | Vai phụ   |
| 2019           | Ỷ Thiên Đồ Long Ký               | 倚天屠龙记       | Ân Ly             | Vai phụ   |
| 2019           | Ngôi sao sáng nhất bầu trời đêm  | 夜空中最闪亮的星 | Hạ Viên           | Vai phụ   |
| 2019           | Nhiệt huyết thiếu niên           | 热血少年         | Ngô Tiêu Tiêu     | Vai phụ   |
| 2021           | Ở rể                             | 赘婿             | Nguyên Cẩm Nhi    | Vai phụ   |
| 2021           | Sơn Hà Lệnh                      | 山河令           | Tĩnh An quận chúa | Vai phụ   |
| 2021           | Ngọc Chiêu Lệnh                  | 玉昭令           | Mộng Điệp         | Vai phụ   |
| 2021           | Trường Ca Hành                   | 长歌行           | Di Di Cổ Lệ       | Vai phụ   |
| 2021           | Khi Tình Yêu Gặp Gỡ Nhà Khoa Học | 当爱情遇上科学家 | Quan Tiểu Úc      | Vai phụ   |
| 2021           | Nhất Kiến Khuynh Tâm             | 一见倾心         | Từ Mạn            | Vai phụ   |
| Chưa phát sóng | Gia Truyền                       | 传家             | —                 | Vai phụ   |
| Chưa phát sóng | Hoán Khê Sa                      | 浣溪沙           | —                 | Vai phụ   |
| Chưa phát sóng | Nam Yên Trai Bút Lục             | 南烟斋笔录       | Thẩm Thiều Quân   | Vai phụ   |